# اصلان‌بک آلبروف
اصلان‌بک آلبروف (زادهٔ ۲ آوریل ۱۹۹۱) کشتی‌گیر آزادکار تیم‌ملی آذربایجان است.
از افتخارات وی می‌توان به کسب مدال برنز وزن ۹۷ کیلوگرم در مسابقات قهرمانی کشتی جهان ۲۰۱۷ اشاره کرد.

## مسابقات قهرمانی کشتی جهان ۲۰۱۷
آلبروف در وزن ۹۷ کیلو مسابقات قهرمانی کشتی آزاد جهان ۲۰۱۷ پاریس حاضر بود که در دورهای اول تا سوم رضا ایلدریم از ترکیه، ماگومدگادجی نوروف از مقدونیه و کیم جائه-گانگ از کره جنوبی را شکست داد اما در نیمه نهایی به کایل اسنایدر از آمریکا باخت و به دیدار رده‌بندی رفت. وی در دیدار رده‌بندی مامد ابراگیموف قزاقی را شکست داد و مدال برنز وزن ۹۷ کیلوگرم را بدست آورد.